# E-Dubble
E-Dubble (zkráceně E-Dub), občanským jménem Evan Sewell Wallace (1. listopadu 1982 – 13. února 2017) byl americký rapper z Filadelfie. Asi nejvíce ho proslavila jeho "Freestyle Friday" série, ve které vydával novou píseň každý pátek (po celý rok 2010). Byl také zakladatelem Black Paisley Records. Zemřel 13. února 2017 ve věku 34 let na sepsi způsobenou nespecifikovanou infekcí.
Celkem vydal pět studiových alb: Straight Outta St. Mary's (2005), Hip Hop is Good (2009), Reset EP (2012), Surrounded By Giants EP (2014) a Two Tone Rebel (2016).

## Mládí
Evan vyrostl mimo Filadelfii. Byl nejmladším dítětem, jeho matka byla učitelka, která učila hudební výchovu, zatímco táta byl ředitelem školy. V 90. letech Evan a jeho přátelé byli ovlivněni kouzlem hip hopu tvořeného Snoop Doggem a Dr. Dre. Jeho muzika byla později známa oslavami hip-hop hudby. Hrál v basketbalovém týmu školy Wissahickon High School, ale snil o tom být raperem. V interview s magazínem Baltimore citoval Eminemův obrovský úspěch v 90. letech jako svou obrovskou inspiraci. "Eminem showed that a white rapper could have a career. It was about skills, whether or not you could do it."

## Hudební kariéra
Po absolvování vysoké školy v Marylandu s titulem z politických věd se přestěhoval do Baltimore, kde žil se svými přáteli a spolupracovníky. Dohromady zformovali hip-hopovou kapelu Young English a svou první show představili v červenci 2008. Skupina koupila renovovaný sklad, který přejmenovali na "The Hampden Mansion", kde E-dubble později psával, nahrával a produkoval své debutové album "Hip Hop is Good". Poté začal s produkcí Freestyle Friday, týdenní sérií písniček zdarma.
V roce 2009, E-dubble vydal debutové album "Hip Hop is Good". Rok na to si založil YouTube kanál. Ihned na to začal s vydáváním Freestyle Friday série, ve které použil i ostatní písničky jako Tighten Up nebo MMMBop, na které rapoval. Čas od času také spolupracoval s jeho kapelou Young English a vydávali nové písně. Série Freestyle Friday započala roku 2010, v roce 2011 skončila s 53. dílem a poslední 54. díl "Last Man Standing" byl vydán v roce 2012. Tato série si přilákala své diváky, díky dobrému užití ostatních písniček, textům, a E-dubblovým mluveným outrům, ve kterých komunikoval s fanoušky. Roku 2012 následovalo album "Reset EP". Jeho konečné album bylo vydáno v roce 2016 s názvem "Two Tone Rebel". Mezi jeho známé písně patří například "What It Do", "Be a King", "Let Me Oh", "Sidelines" a další.
Zemřel na agresivní infekci 13. února 2017. Typ infekce nebyl doposud upřesněn, ale jak přímo řekl, nemoc mu způsobila, že vyzvracel polovinu své krve a že se mu nafoukly ruce. Také zmínil, že prošel desíti krevními transfúzemi.
Black Paisley Records řekli, že pracují na vydání alba "Two Tone rebel 2", kompilace posledních písní, které už E-dubble nestihl vydat.